# Schottenbastei
Die Schottenbastei ist eine Straße im 1. Wiener Gemeindebezirk, der Inneren Stadt. Die Gasse ist nur 190 m lang, ihr nordwestlicher Abschnitt ist als Fußgängerzone gestaltet. Auf Nr. 1–5 befindet sich die ehemalige Zentrale der Creditanstalt (heute Teil der Unicredit Bank Austria, erbaut 1909–1912 von Alexander Neumann und Ernst Gotthilf von Miskolcy), auf Nr. 7–9 das unter Denkmalschutz stehende Realgymnasium Schottenbastei (erbaut 1876/77 von Friedrich Paul) und auf Nr. 10–12 das Juridicum (erbaut 1968–1984 von Ernst Hiesmayr). Im Dehio werden ferner erwähnt:
- Nr. 4–8, ein 1869/70 von Wilhelm Fraenkel erbautes Ensemble fassadenähnlicher Häuser
- Nr. 11, 1869/70 von Johannes Garben erbaut

## Geschichte
Im Bereich der heutigen Straße befand sich ursprünglich ein Abschnitt der Wiener Stadtmauer, der sich vom Schottentor bis zur als Elendbastei bezeichneten Bastion erstreckte. Diese Bastion hieß ab 1821 Schottenbastei, benannt nach dem Schottentor bzw. dem benachbarten Schottenstift. Nach dem Abriss der Stadtmauer wurde an dieser Stelle eine Straße angelegt, die seit 1862 den Namen Schottenbastei trägt. 

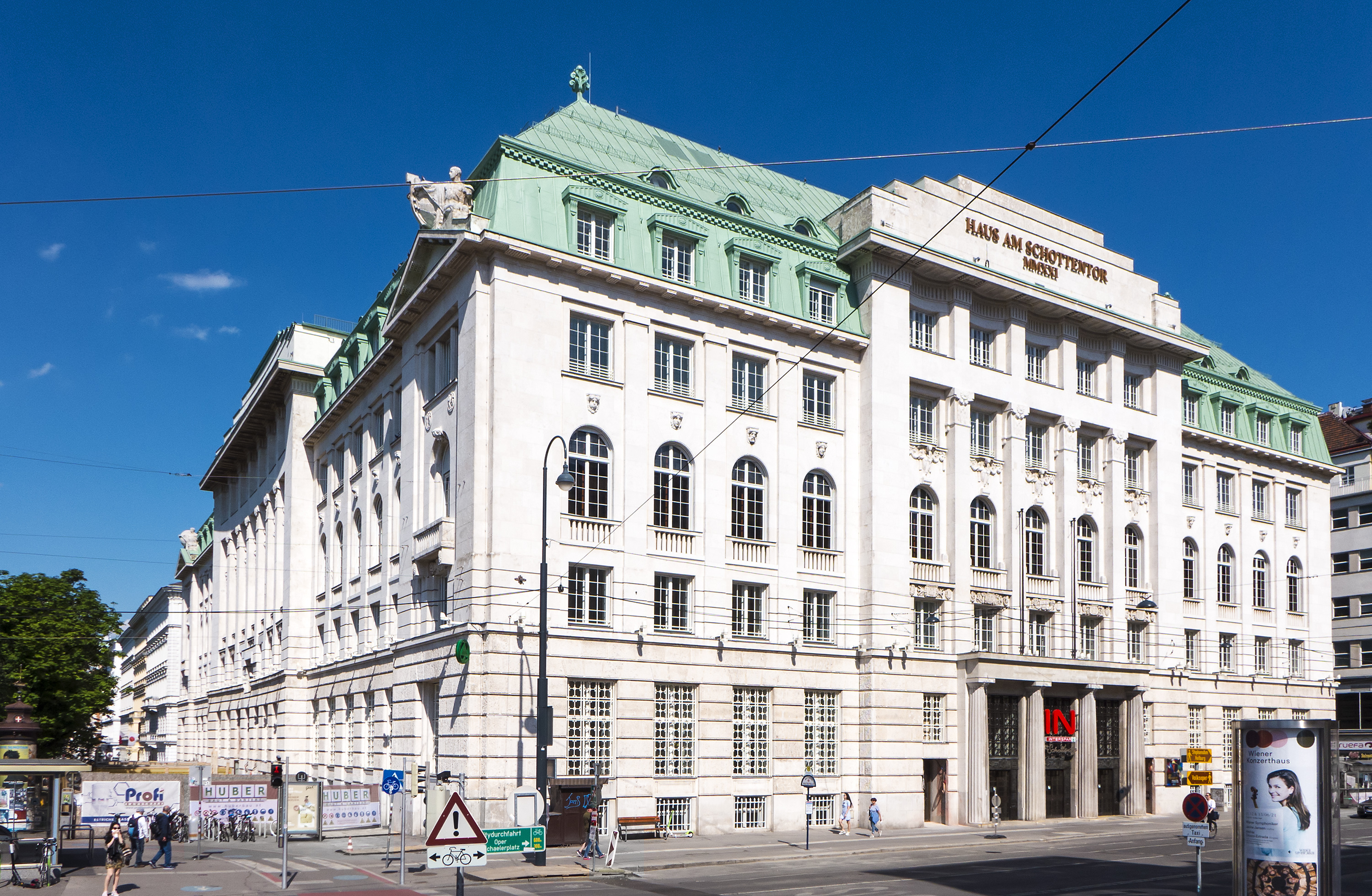
Haus am Schottentor
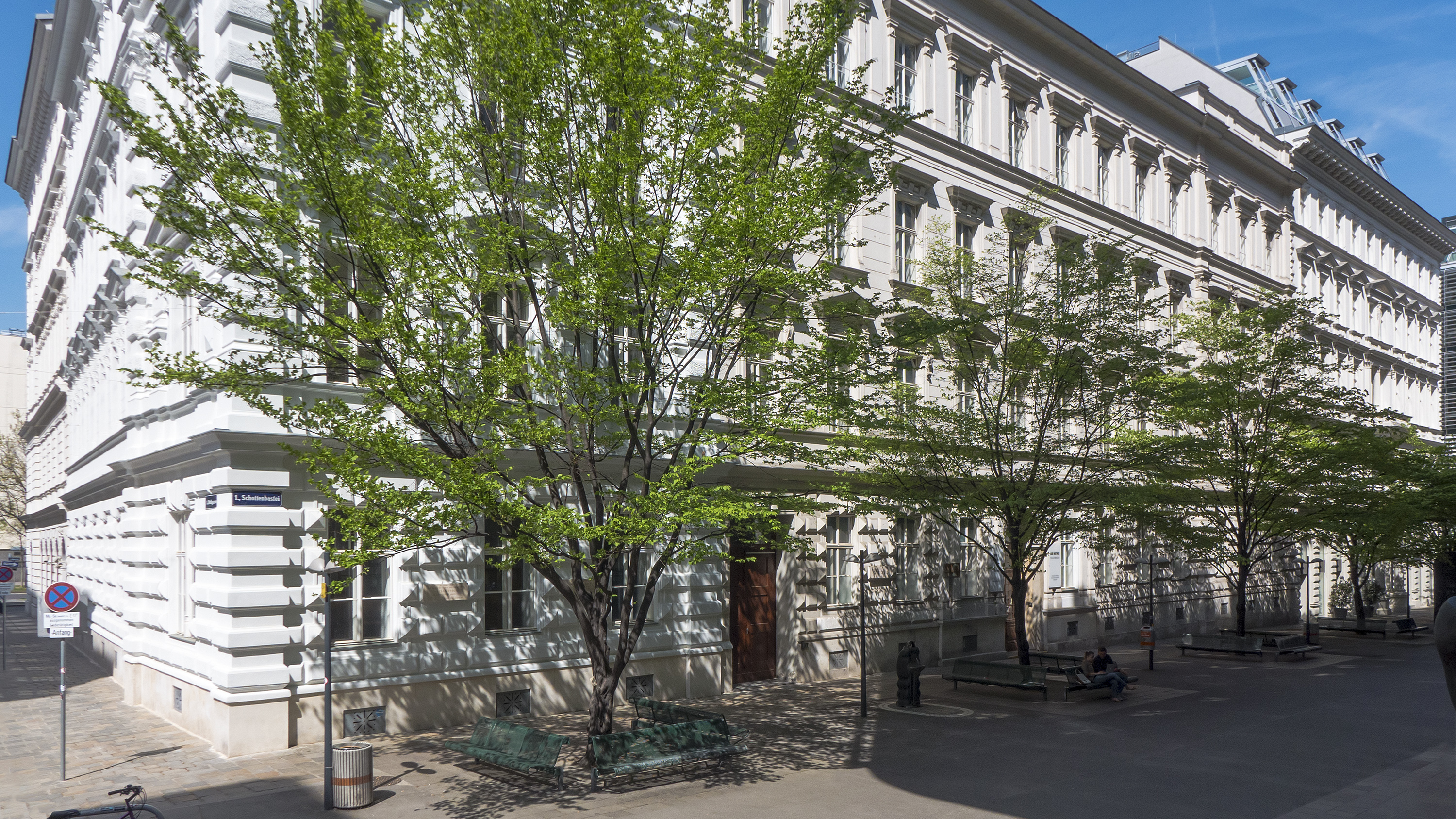
Realgymnasium Schottenbastei
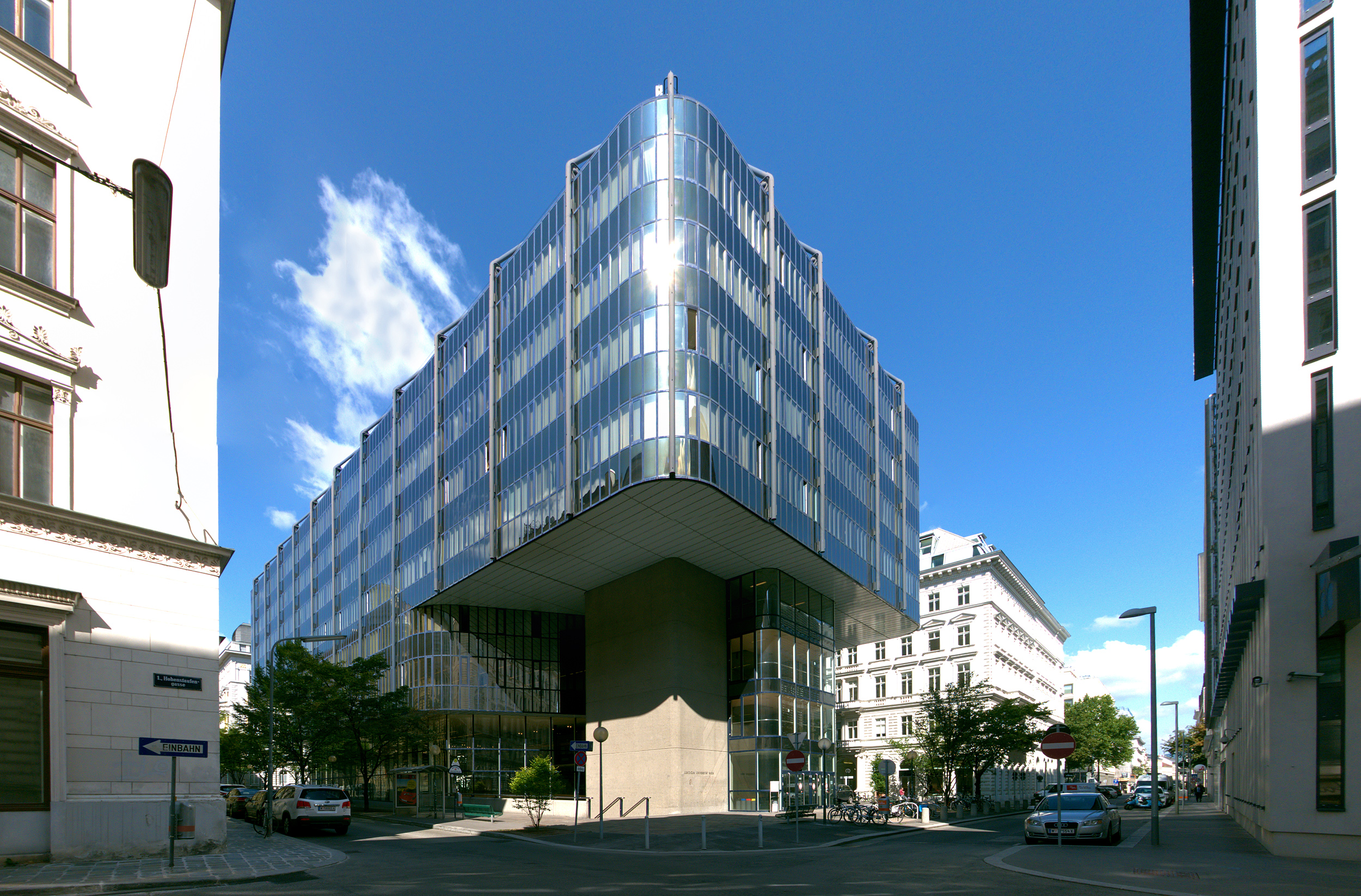
Juridicum